# اسمیه سیمیریوتی
اسمیه سیمیریوتی (یونانی: Εσμέ Σημηριώτου؛ ۱۸۸۴ – ۱۰ اکتبر ۱۹۸۲) تنیس‌باز اهل یونان بود.
وی در مسابقات کشوری و بین‌المللی در مجموع برندهٔ ۵ مدال طلا، ۱ مدال نقره شده‌است.